# (25366) Maureenbobo
(25366) Maureenbobo est un astéroïde de la ceinture principale d'astéroïdes.

## Description
(25366) Maureenbobo est un astéroïde de la ceinture principale d'astéroïdes. Il fut découvert le 4 octobre 1999 à Socorro (Nouveau-Mexique) par le projet LINEAR. Il présente une orbite caractérisée par un demi-grand axe de 2,46 UA, une excentricité de 0,14 et une inclinaison de 1,6° par rapport à l'écliptique.

## Compléments